# Lo Reclot
Lo Reclot és un clot del municipi de Conca de Dalt, al Pallars Jussà, a l'antic terme d'Aramunt, en terres del poble d'Aramunt.
Està situat a l'extrem de ponent de la vila actual, les Eres, al costat nord de l'actual església parroquial del poble. És, de fet, una part de la partida rural de la Costera.